# Exyston pratorum
Exyston pratorum ist eine Schlupfwespe aus der Tribus Tryphonini innerhalb der Unterfamilie der Tryphoninae. Die Art wurde von dem finnischen Entomologen Fredrik Wilhelm Woldstedt im Jahr 1874 als Exenterus pratorum erstbeschrieben. Der lateinische Artname pratorum leitet sich von pratum für „Wiesengras“ ab.

## Taxonomie
Die Gattung Exyston wurde noch bis vor kurzem in der Tribus Exenterini geführt. Diese wurde offenbar mit der Tribus Tryphonini synonymisiert.

## Merkmale
Die Vertreter der Gattung Exyston weisen folgende Merkmale auf: Kopf und Thorax sind mit langen hellgrauen Härchen bedeckt. Der Rand des Mesonotum (Mittelbrust) hinter den vorderen Coxae (Vorderhüften) ist stark leistenartig hervortretend. Der Hinterleib ist keulenförmig. Das erste Segment ist meist lang, an der Basis beiderseits ohrartig erweitert. Die Mandibelzähne sind gleich.
Für Exyston pratorum gilt zusätzlich: Die Schlupfwespen sind etwa 6 mm lang. Kopf und Thorax sind überwiegend schwarz gefärbt. Die bräunlichen Fühler besitzen etwa 25 Geißelglieder. Unterhalb der Fühlereinlenkungen befindet sich ein medianer weißlich gelber breiter Längsstreifen. Clypeus, Mandibeln und Palpen sind weißlich gelb gefärbt. Das erste Gaster-Tergit ist vollständig schwarz. Das folgende Tergit ist basal verdunkelt. Der restliche Hinterleib ist rotgelb gefärbt. Die Coxae sind verdunkelt. Die Trochanteren sind dorsal verdunkelt. Die restlichen Glieder der vorderen und mittleren Beine sind rotgelb. Die Hinterbeine sind überwiegend verdunkelt. Die hinteren Tibien sind am basalen Ende weißlich. Die Vorderflügel weisen ein breites dunkelbraunes Pterostigma auf. Die Costa ist etwas verdickt. Das mittelgroße Areleot ist annähernd dreiecksförmig.

## Verbreitung
Exyston pratorum kommt in der westlichen Paläarktis vor und ist dort eine von 11 Arten der Gattung Exyston. Exyston pratorum ist in Europa weit verbreitet. Im Norden reicht das Vorkommen bis nach Fennoskandinavien und auf die Britischen Inseln. Im Süden erstreckt sich das Verbreitungsgebiet von Spanien über Frankreich bis nach Italien, im Osten über Südosteuropa (Bulgarien) bis in die Ukraine und nach Russland.

## Lebensweise
Exyston pratorum ist wie verwandte Arten ein Ektoparasitoid von Pflanzenwespen. Als eine Wirtsart ist Arge ustulata aus der Familie der Bürstenhornblattwespen (Argidae) bekannt. Aus deren Larve konnte eine weibliche Schlupfwespe gezüchtet werden. Die weibliche Schlupfwespe platziert ein Ei auf die Wirtslarve. Die Schlupfwespenlarve schlüpft erst, nachdem die Wirtslarve ein Kokon gesponnen hat, in welchem sie sich normalerweise verpuppen würde. Die adulten Schlupfwespen werden gewöhnlich im Juni und Juli beobachtet. Typische Lebensräume bilden grasige Waldlichtungen und Waldränder.

## Bilder

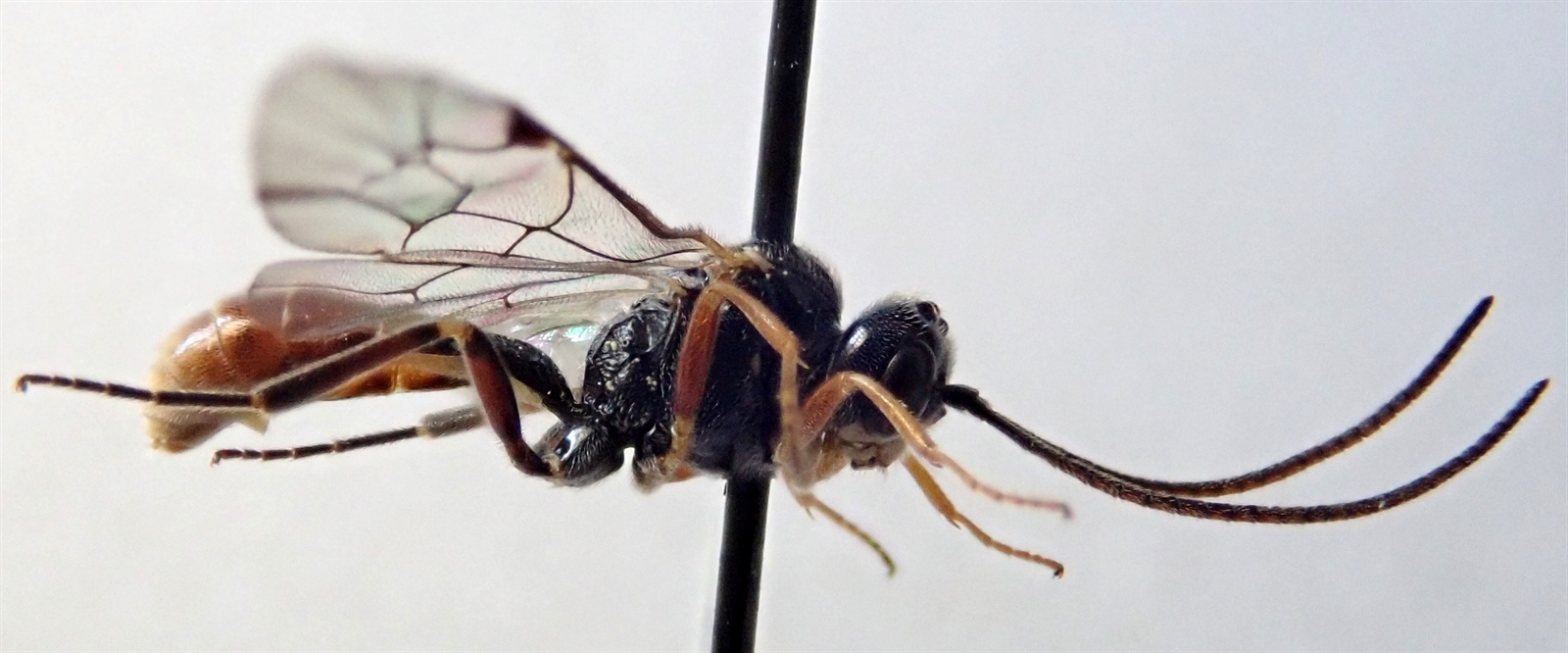
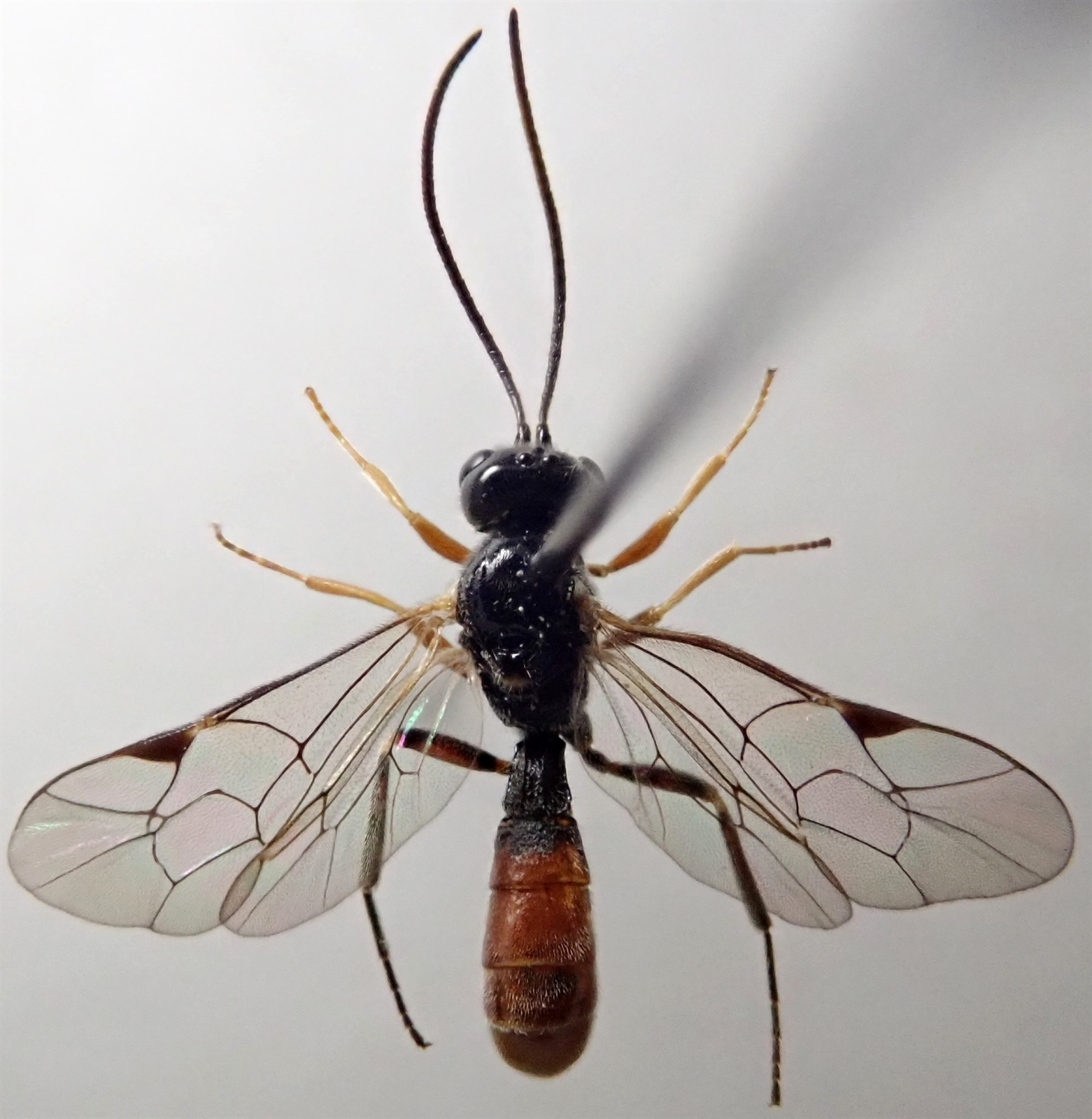
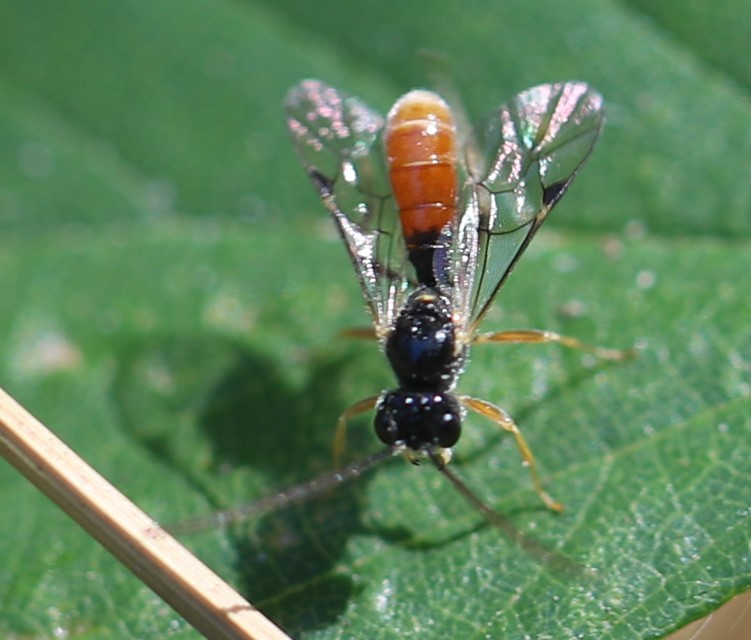
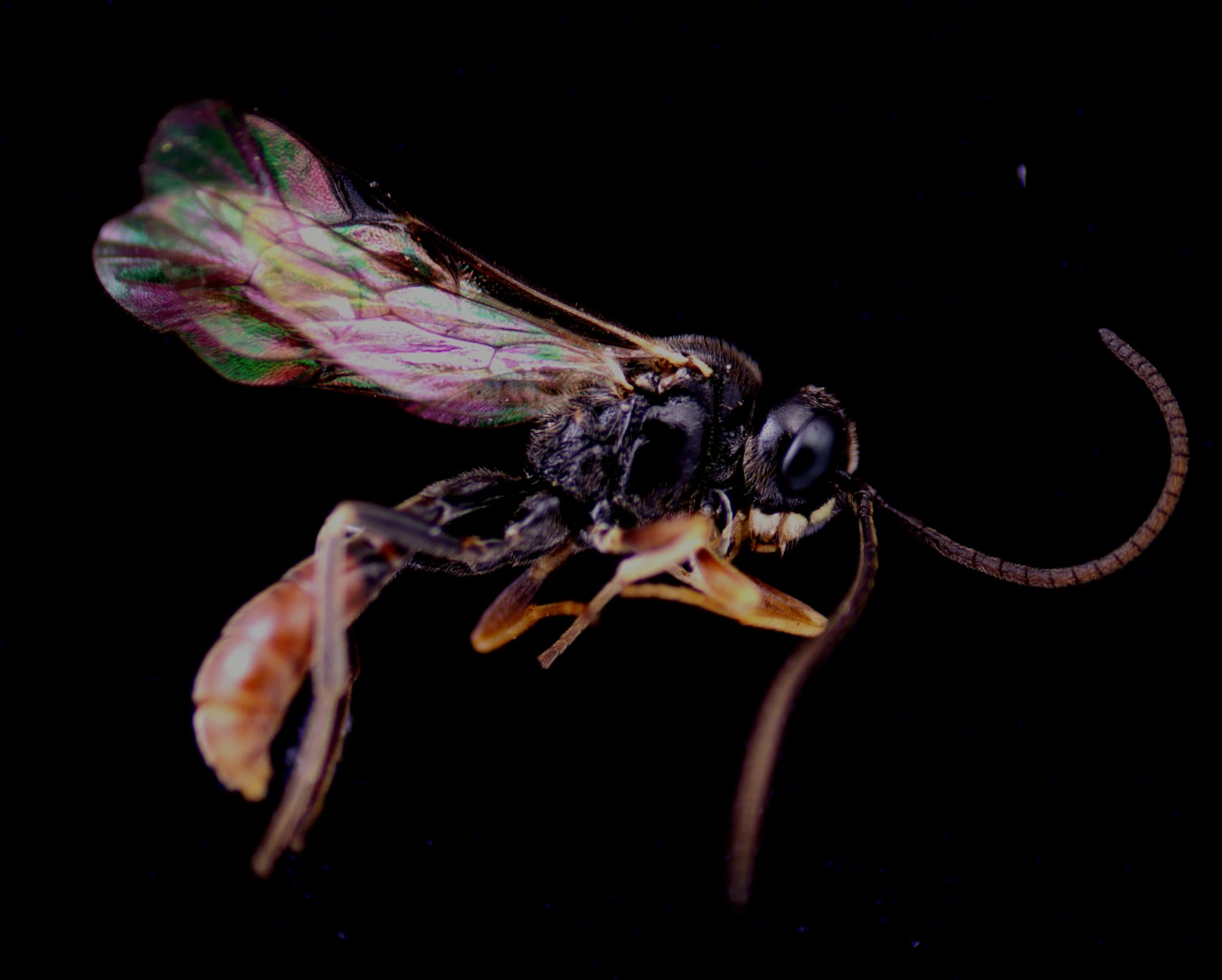
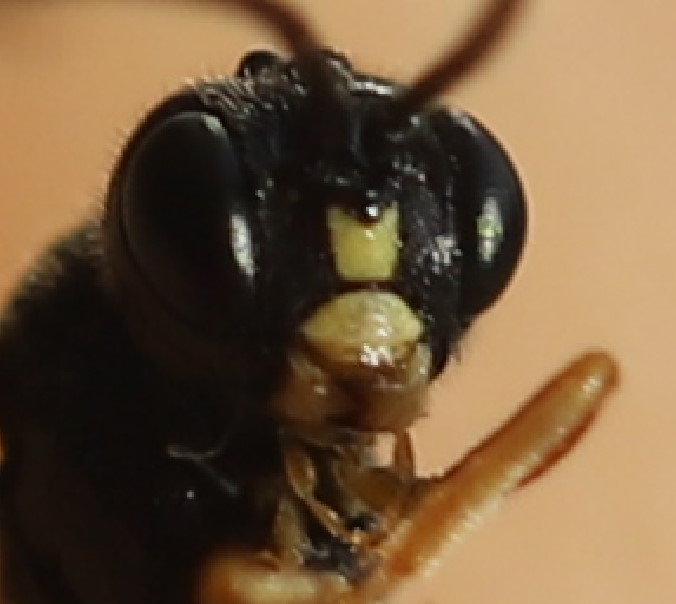
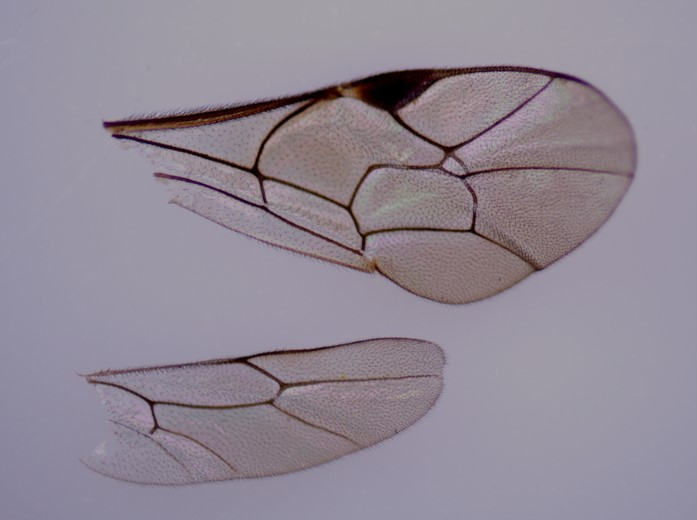